# マリア・アンナ・フォン・バイエルン (1551-1608)
マリア・アンナ・フォン・バイエルン（Maria Anna von Bayern, 1551年3月21日 - 1608年4月29日）は、ドイツのバイエルン公アルブレヒト5世の娘で、オーストリア大公カール2世の妻。

## 生涯
バイエルン公アルブレヒト5世とその妻で神聖ローマ皇帝フェルディナント1世の娘であるアンナの間の長女として生まれた。
1571年8月26日にウィーンにおいて、母方の叔父で内オーストリア、シュタイアーマルクを統治するカール大公と叔姪婚を行い、間に15人の子供をもうけた。

## 子女
- フェルディナント（1572年）
- アンナ（1573年 - 1598年） - 1592年、ポーランド＝スウェーデン王ジグムント3世と結婚
- マリア・クリスティーナ（1574年 - 1621年） - 1595年、トランシルヴァニア公バートリ・ジグモンドと結婚（1599年離婚）
- カタリーナ・レナータ（1576年 - 1599年）
- エリーザベト（1577年 - 1586年）
- フェルディナント2世（1578年 - 1637年） - 神聖ローマ皇帝
- カール（1579年 - 1580年）
- グレゴリア・マクシミリアーネ（1581年 - 1597年）
- エレオノーレ（1582年 - 1620年） - ハル司教座聖堂参事会員
- マクシミリアン・エルンスト（1583年 - 1616年） - ドイツ騎士団オーストリア大管区長
- マルガレーテ（1584年 - 1611年） - 1599年、スペイン王フェリペ3世と結婚
- レオポルト5世（1586年 - 1632年）　前方オーストリア大公
- コンスタンツェ（1588年 - 1631年） - 1602年、ポーランド王ジグムント3世（長姉の寡夫）と結婚
- マリア・マグダレーナ（1589年 - 1631年） - 1608年、トスカーナ大公コジモ2世と結婚
- カール（1590年 - 1624年） - ドイツ騎士団総長、ブレスラウ司教